# Chancel Mbemba
Chancel Mangulu Mbemba, född 8 augusti 1994 i Kinshasa, är en kongolesisk fotbollsspelare som spelar för Marseille. Han har tidigare spelat för belgiska RSC Anderlecht, Newcastle United och Porto.
Mbemba är registrerad med tre olika födelseår (1988, 1991 och 1994).

## Karriär
Den 30 juli 2015 skrev Mbemba på ett femårskontrakt med Newcastle United. Den 23 juli 2018 värvades han av Porto.